# Bisdom San Nicolás de los Arroyos

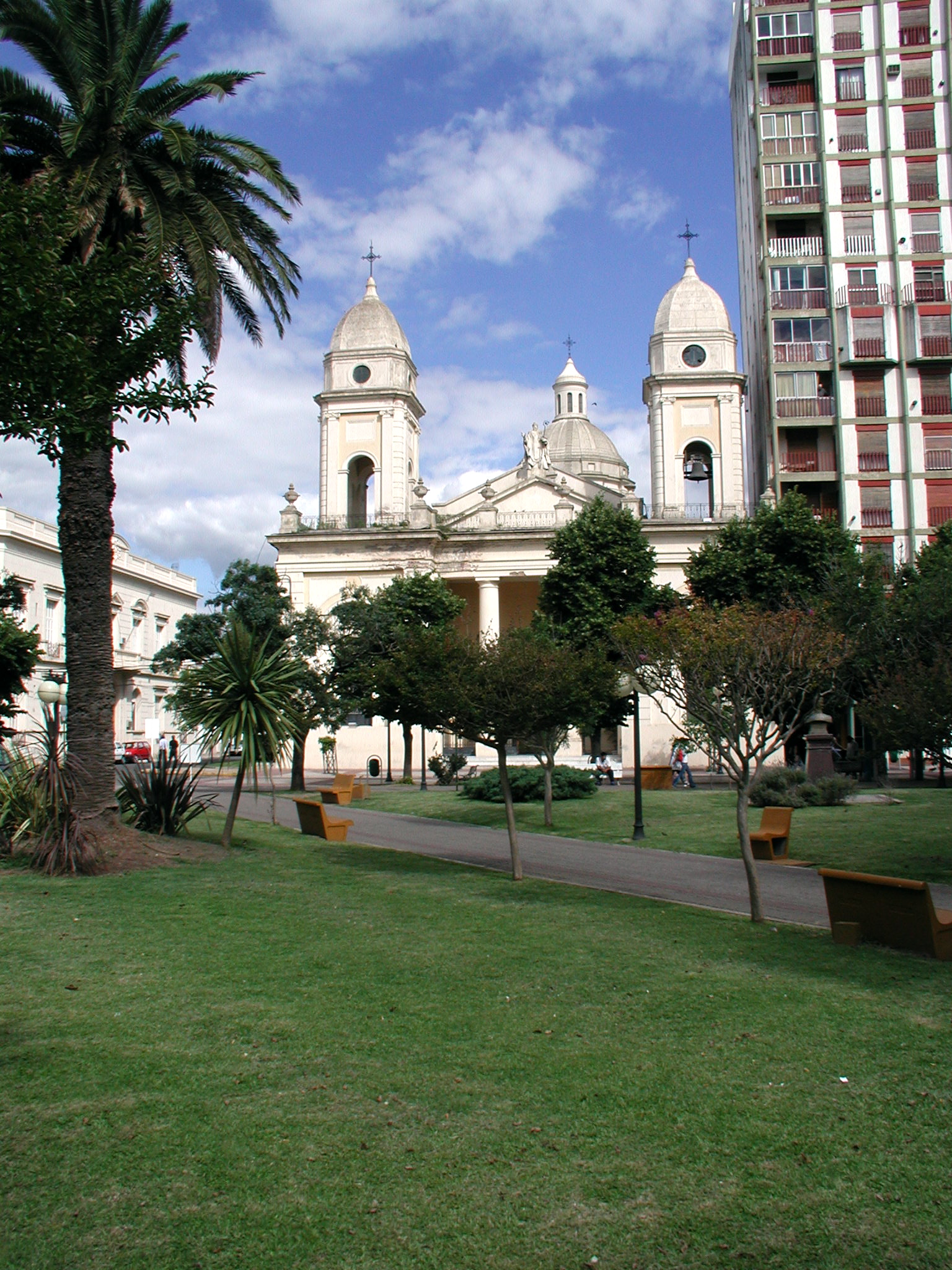
De kathedraal van San Nicolás

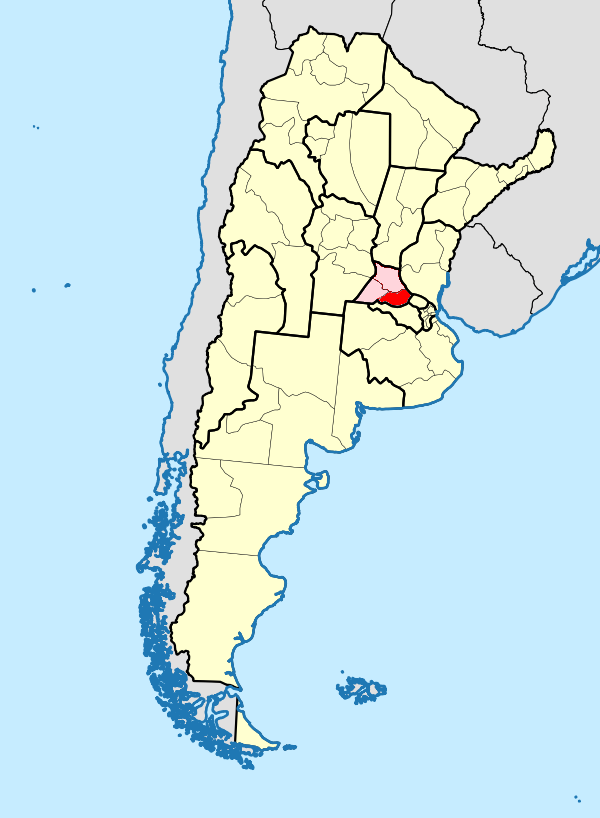
Het bisdom (rood) binnen het aartsbisdom Rosario (roze)

Het bisdom San Nicolás de los Arroyos (Latijn: Dioecesis Sancti Nicolai de los Arroyos) is een rooms-katholiek bisdom met als zetel San Nicolás de los Arroyos in Argentinië. Het bisdom is suffragaan aan het aartsbisdom Rosario. Het bisdom werd opgericht in 1947.
In 2020 telde het bisdom 61 parochies. Het bisdom heeft een oppervlakte van 14.500 km² en telde in 2020 505.000 inwoners waarvan 84,9% rooms-katholiek waren. 

## Bisschoppen
- Silvino Martínez (1954-1959)
- Francisco Juan Vénnera (1959-1966)
- Carlos Horacio Ponce de Léon (1966-1977)
- Fortunato Antonio Rossi (1977-1983)
- Domingo Salvador Castagna (1984-1994)
- Mario Luis Bautista Maulión (1995-2003)
- Héctor Sabatino Cardelli (2004-2016)
- Hugo Norberto Santiago (2016-)

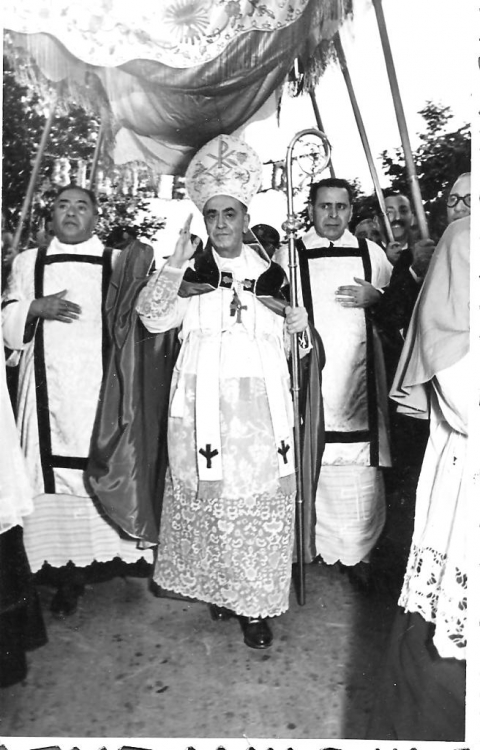
Silvino Martínez

Rosario (aartsbisdom) · San Nicolás de los Arroyos · Venado Tuerto